# Bibliothèque d'Entresse
La bibliothèque d'Entresse (finnois : Entressen kirjasto) est une bibliothèque du centre-ville d'Espoo en Finlande.

## Présentation
La bibliothèque Entresse est situee dans le centre commercial Entresse et c'est la quatrième bibliothèque la plus fréquentée du réseau de la  bibliothèque municipale d'Espoo en termes de volumes de prêts.
La Bibliothèque Entresse est la bibliothèque du quartier Espoon keskus.

## Groupement Helmet de bibliothèques
La bibliothèque municipale d'Espoo fait partie du réseau de bibliothèques Helmet, qui est un groupement de bibliothèques municipales d'Espoo, d'Helsinki, de Kauniainen et de Vantaa ayant une liste de collections commune et des règles d'utilisation communes.

## Images

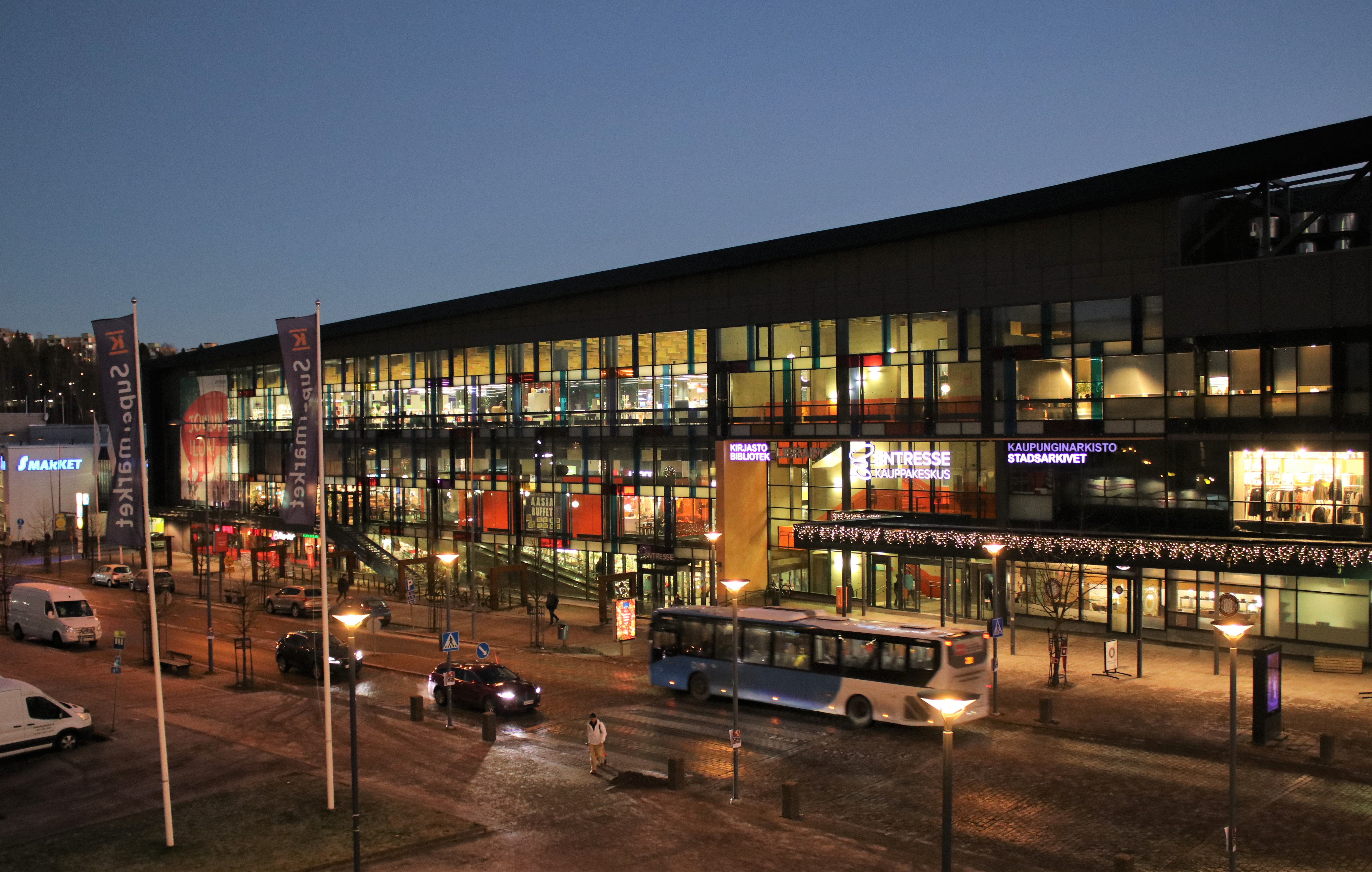
La Bibliothèque est située au 3e étage du centre commercial Entresse[3].
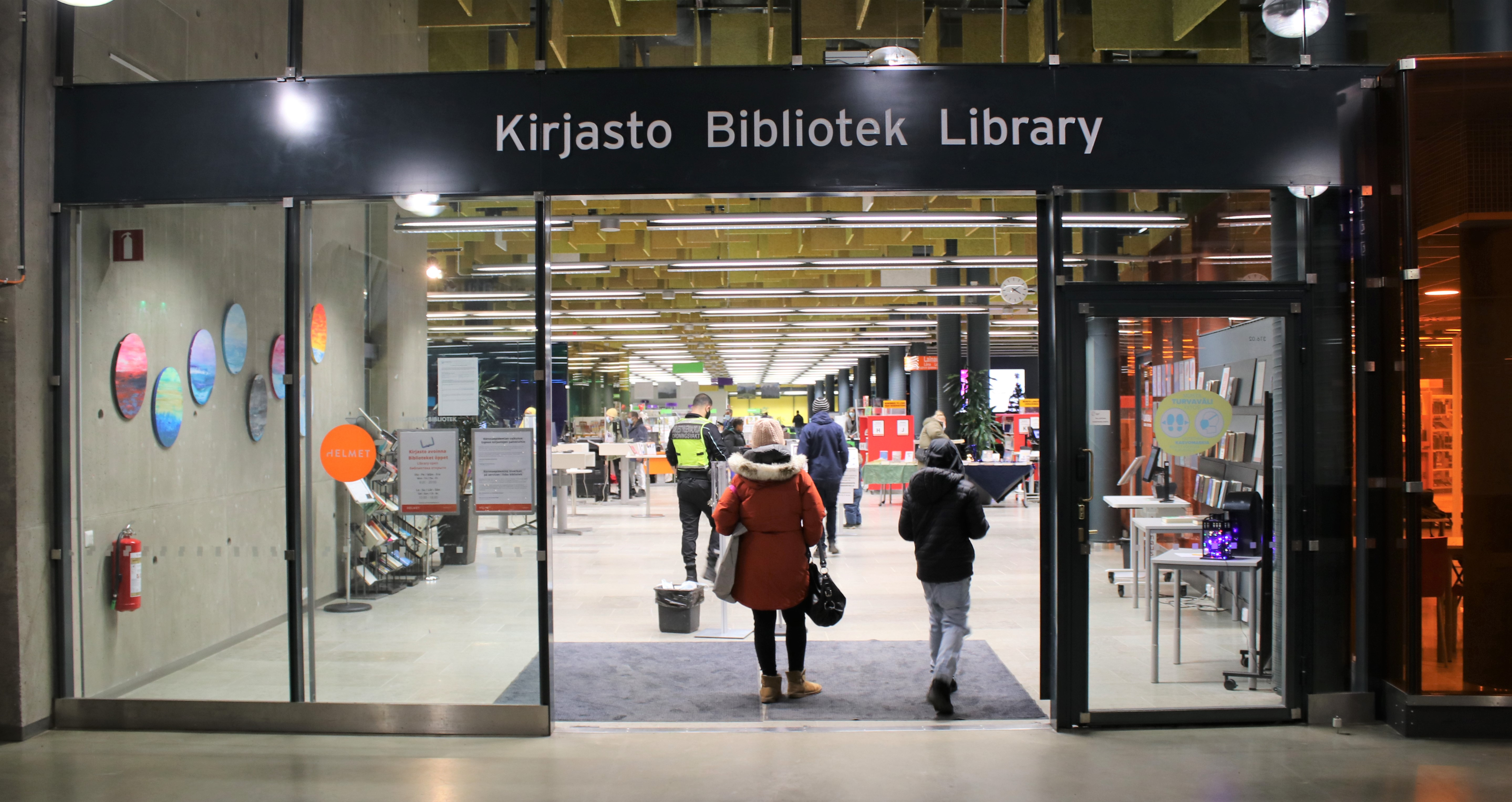
Entrée de la bibliothèque.